# Cao Bi Điếm
Cao Bi Điếm (chữ Hán giản thể: 高碑店市, âm Hán Việt: Cao Bi Điếm thị) là một thành phố cấp huyện thuộc địa cấp thị Bảo Định, tỉnh Hà Bắc, Cộng hòa Nhân dân Trung Hoa. Thành phố này có diện tích 672 ki-lô-mét vuông, dân số 560.000 người. Mã số bưu chính của thành phố Cao Bi Điếm là 074000. Về mặt hành chính, thành phố Cao Bi Điếm được chia thành 4 nhai đạo, 5 trấn, 5 hương.
- Nhai đạo: Hòa Bình, Đông Thịnh, Xa Thành, Bắc Thành.
- Trấn: Phương Quan, Tân Lập Trang, Bạch Câu, Tứ Trang, Tân Thành.
- Hương: Lương Gia Doanh, Tân Kiều, Trương Lục Trang, Đông Mã Doanh, Tiêu Quan Doanh.